# Esme Church
Esme Church (10 de febrero de 1893 — 31 de mayo de 1972) fue una actriz y directora teatral británica. A lo largo de su prolongada carrera actuó con la compañía teatral Old Vic, la Royal Shakespeare Company y en el circuito de Broadway. También dirigió obras para la Old Vic, fue directora de la Old Vic Theatre School y del Bradford Civic Playhouse, con su asociada Northern Theatre School.

## Carrera
Nacida en Inglaterra en 1916, tras prepararse en la Guildhall School of Music and Drama y en la Royal Academy of Dramatic Art, a invitación de Lena Ashwell se sumó a actividades para el entretenimiento de las tropas en Francia y, al final de la Primera Guerra Mundial, en Alemania.  Entre las primeras actuaciones londinenses de Church hubo una serie de recitales poéticos llevados a cabo en el Æolian Hall de Londres en 1920. Al año siguiente trabajó en The Child in Flanders, de Cicely Hampton, pieza representada en el Teatro Lyric, en el barrio londinense de Hammersmith, siendo ésta la primera de varias temporadas actuando en Londres con los Lena Ashwell Players. En 1926 consiguió el papel del título en Jane Clegg, de St. John Greer Ervine, obra llevada a escena en el Teatro Adelphi. En 1927 entró en la compañía de Lilian Baylis, Old Vic, y en su primera temporada actuó en obras de Henrik Ibsen, Shakespeare (como Viola en Noche de reyes; Lady Macbeth, junto a John Laurie; Mistress Page en Las alegres comadres de Windsor, y Gertrudis en Hamlet) y Richard Brinsley Sheridan (como Mrs. Malaprop). En 1931 entró en el Teatro Greyhound, en Croydon, como directora artística, un puesto que mantuvo dos años antes de volver al círculo teatral del West End en una compañía encabezada por Tyrone Guthrie, y con una duradera representación de la obra de Dorothy Massingham The Lake. A los dos años, en 1933, fue de nuevo Gertrudis en la producción que William Bridges-Adams hizo de Hamlet en el Teatro Shakespeare Memorial, y en la cual actuó con Anew McMaster. Hasta octubre de 1936 continuó con diferentes compromisos en Londres, incluyendo algunos trabajos cinematográficos y, a solicitud de Baylis, volvió al Old Vic para dirigir a Michael Redgrave y a Edith Evans en una elogiada producción de Como gustéis. Tras ello trabajó en Espectros, una producción de la Old Vic puesta en escena en el Teatro Vaudeville, y presentada en televisión a finales de ese año.

### Enseñanza
Al mismo tiempo que dirigía, Church organizó nuevas empresas: la Old Vic Theatre School y la "Young Vic", una compañía de giras destinada al público joven y precursora del actual teatro del mismo nombre. En 1944 Church tomó el puesto de directora artística del Bradford Civic Playhouse, cargo que le dio la oportunidad de fundar su propia escuela, la Northern Theatre School, utilizando las instalaciones del teatro. Entre sus estudiantes figuraban Tom Bell, William Gaunt, Dorothy Heathcote, Bernard Hepton, Donald Howarth, Bryan Mosley, Robert Stephens y Billie Whitelaw.
Church todavía encontró tiempo que dedicar a otros trabajos, volviendo a Londres para actuar y para dirigir. En 1955, de nuevo dirigida por Guthrie, fue Flora Van Husen en una producción de The Matchmaker, representada en el Teatro Drury Lane y después en el Bernard B. Jacobs, en Nueva York. Su última actuación tuvo lugar en 1962 con el papel de Madame de Rosemond en la obra puesta en escena por la Royal Shakespeare Company The Art of Seduction, una versión que John Barton hizo de Las amistades peligrosas en el Teatro Aldwych.
Esme Church se retiró a Kent y después a Quenington, Inglaterra, localidad en la cual falleció en 1972.